# Marcel Floc'hlay
Marcel Floc'hlay, né le 14 janvier 1934 à Laz et mort le 30 ou 31 décembre 1998 à Quimper, est un coureur cycliste français, actif dans les années 1950 et 1960.

## Biographie
Ancienne figure du cyclisme breton, Marcel Flochlay a été licencié au Vélo Sport Quimper et au VS Scaër. Il compte de nombreuses courses bretonnes à son palmarès comme le Tour du Morbihan, le Triomphe breton, Redon-Redon ou la Ronde finistérienne.
En 1961, alors cycliste indépendant chez Margnat-Rochet-Dunlop, il participe chez les professionnels au Grand Prix du Midi libre, où il se classe cinquième d'une étape. Il s'impose également sur une étape de la Route de France, compétition réputée pour les non-professionnels à l'époque, qu'il termine à la troisième place. Il met un terme à sa carrière à l'issue de la saison 1969,.

## Palmarès
- 1959
  - 3e étape de l'Essor breton
- 1961
  -  Champion de Bretagne indépendants
  - Tour du Morbihan :
    - Classement général
    - 1re étape

  - 7e étape de la Route de France
  - 3e de la Route de France
  - 3e de Paris-Vailly
- 1963
  - Triomphe breton
  - 2e du Grand Prix de Fougères
  - 3e du Circuit du Finistère
- 1965
  -  Champion de Bretagne indépendants
  -  Champion de Bretagne des sociétés
  - Redon-Redon
  - Ronde finistérienne
  - Triomphe breton
- 1966
  - Ronde finistérienne
  - 3e du Grand Prix de Fougères